# Eagle Pass, Texas
Eagle Pass là một thành phố và là quận lỵ của quận Maverick, Texas, tiểu bang Texas, Hoa Kỳ. 2 Dân số thành phố là 22.413 người theo điều tra dân số năm 2000.

Thành phố này giáp các thành phố Piedras Negras, Coahuila, México, mà là về phía Tây Nam và bên kia Rio Grande. 
Theo Cục điều tra dân số Hoa Kỳ, thành phố có tổng diện tích là 7,4 dặm vuông (19,2 km ²), trong đó, 7,4 dặm vuông (19,2 km ²) là đất và 0,04 dặm vuông (0,1 km ²) của nó (0,40%) là nước.

## Nhân khẩu
Theo điều tra dân số 2 năm 2006, thành phố này đã có dân số 24.847 người, 6.925 hộ, và 5.588 gia đình sống trong thành phố. Mật độ dân số là 3,030.3 người mỗi dặm vuông (1,169.4 / km ²). Có 7.613 đơn vị nhà ở với mật độ trung bình là 1,029.3 / sq mi (397.2/km ²). Cơ cấu chủng tộc dân cư quận là 72,73% người da trắng, 0,27% người Mỹ gốc Phi, 0,39% người Mỹ bản xứ, 0,76% người châu Á, 22,71% từ các chủng tộc khác, và 3,13% từ hai hoặc nhiều chủng tộc. Hispanic hay Latino thuộc chủng tộc nào được 94,90% dân số.
Có 6.925 hộ, trong đó 43,5% có trẻ em dưới 18 tuổi sống chung với họ, 59,0% là đôi vợ chồng sống với nhau, 18,3% có chủ hộ là nữ không có mặt chồng, và 19,3% đã không có gia đình. 17,7% các hộ gia đình đã được tạo thành từ các cá nhân và 9,5% có người sống một mình 65 tuổi trở lên đã được người. Bình quân mỗi hộ là 3,22 và cỡ gia đình trung bình là 3,69.
Trong thành phố này, đô tuổi dân cư với 32,7% ở độ tuổi dưới 18, 8,6% 18-24, 25,6% 25-44, 19,9% 45-64, và 13,1% 65 tuổi trở lên. Tuổi trung bình là 32 năm. Cứ mỗi 100 nữ có 88,5 nam giới. Cứ mỗi 100 nữ 18 tuổi trở lên, có 81,8 nam giới.
Thu nhập trung bình cho một hộ gia đình trong thành phố là $ 23.623, và thu nhập trung bình cho một gia đình là $ 27,140. Nam giới có thu nhập trung bình $ 26.350 so với 17.346 $ cho phái nữ. Thu nhập trên đầu cho thành phố là 11.414 $. Giới 26,0% gia đình và 29,0% dân số sống dưới mức nghèo khổ, bao gồm 34,0% những người dưới 18 tuổi và 39,1% có độ tuổi từ 65 trở lên.
Eagle Pass nằm ở Maverick County tại Hoa Kỳ. Phần lớn thu nhập này là do sự phụ thuộc của cộng đồng về việc làm trong khu vực công.